# Língua de sinais dinamarquesa
A Língua de Sinais Dinamarquesa (em Portugal: Língua Gestual Dinamarquesa) é a língua de sinais (pt: língua gestual) usada pela comunidade surda da Dinamarca.